# Primera División de Fútbol Profesional 2024-2025
La Primera División de Fútbol Profesional 2024-2025, nota anche come Liga Pepsi 2024-2025 per ragioni di sponsorizzazione, è stata la 26ª stagione (con 50ª e 51ª edizione del torneo) della massima serie del campionato di calcio salvadoregno. Il campionato è iniziato il 27 luglio 2024 e si è concluso il 25 maggio 2025.
La stagione è stata divisa in due tornei separati, l'Apertura 2024 e il Clausura 2025, con lo stesso formato e le stesse squadre partecipanti, che decretano due campioni nazionali.

## Stagione

### Novità
Dalla scorsa edizione del campionato è retrocesso il Santa Tecla, ultimo classificato del campionato, mentre dalla Segunda División è stato promosso il Cacahuatique, primo classificato.
Il 13 luglio 2024 inoltre il Titan ha annunciato di aver acquistato lo slot del campionato dal Jocoro, che si sarebbe ritirato. Tuttavia il 18 luglio la FESFUT ha annunciato che il Jocoro non era più in possesso dei requisiti per potersi registrare alla Primera División, e che perciò non poteva cedere il suo slot, per cui il Titan non sarebbe stato ammesso e il campionato sarebbe stato disputato a 11 squadre.

### Formula
Le 11 squadre partecipanti in ogni periodo giocano un girone all'italiana con partite di andata e ritorno, per un totale di 22 giornate per periodo. Al termine della stagione regolare, le prime 8 classificate si qualificano per i play-off, che prevedono tre turni ad eliminazione diretta di andata e ritorno per il titolo del periodo.
I campioni dei due periodi si qualificano per la CONCACAF Central American Cup insieme con la squadra non campione del periodo con il miglior piazzamento nella classifica aggregata dei due periodi.

## Squadre partecipanti
| Club                 | Città                | Stagione precedente                                        |
| -------------------- | -------------------- | ---------------------------------------------------------- |
| Águila               | San Miguel           | Campione di Apertura; Quarti di finale di Clausura         |
| Alianza              | San Salvador         | Semifinali di Apertura; Campione di Clausura               |
| Cacahuatique         | Ciudad Barrios       | 1° in Segunda División                                     |
| Dragón               | Chapeltique          | Semifinali di Apertura; 9° in Clausura                     |
| FAS                  | Santa Ana            | Quarti di finale di Apertura; semifinali di Clausura       |
| Luis Ángel Firpo     | Usulután             | Quarti di finale di Apertura; Quarti di finale di Clausura |
| Fuerte San Francisco | San Francisco Gotera | Quarti di finale di Apertura; 11° in Clausura              |
| Isidro Metapán       | Metapán              | Quarti di finale di Apertura; semifinali di Clausura       |
| Municipal Limeño     | Santa Rosa de Lima   | 9° in Apertura; finale di Clausura                         |
| Once Deportivo       | Ahuachapán           | 10° in Apertura; Quarti di finale di Clausura              |
| Platense Municipal   | Zacatecoluca         | 11° in Apertura; quarti di finale di Clausura              |

## Apertura

### Stagione regolare
|  | Pos. | Squadra              | Pt | G  | V  | N | P  | GF | GS | DR  |
|  | ---- | -------------------- | -- | -- | -- | - | -- | -- | -- | --- |
|  | 1.   | Águila               | 41 | 20 | 12 | 5 | 3  | 36 | 18 | +18 |
|  | 2.   | Cacahuatique         | 40 | 20 | 13 | 1 | 7  | 24 | 16 | +8  |
|  | 3.   | Luis Ángel Firpo     | 39 | 20 | 12 | 3 | 5  | 32 | 28 | +4  |
|  | 4.   | Isidro Metapán       | 35 | 20 | 10 | 5 | 5  | 31 | 21 | +10 |
|  | 5.   | Alianza              | 32 | 20 | 9  | 5 | 6  | 26 | 16 | +10 |
|  | 6.   | Once Deportivo       | 32 | 20 | 9  | 5 | 6  | 26 | 23 | +3  |
|  | 7.   | Municipal Limeño     | 27 | 20 | 7  | 6 | 7  | 24 | 22 | +2  |
|  | 8.   | FAS                  | 23 | 20 | 6  | 5 | 9  | 29 | 28 | +1  |
|  | 9.   | Fuerte San Francisco | 15 | 20 | 4  | 3 | 13 | 13 | 15 | -19 |
|  | 10.  | Dragón               | 13 | 20 | 3  | 4 | 13 | 10 | 30 | -20 |
|  | 11.  | Platense Municipal   | 9  | 20 | 1  | 6 | 13 | 11 | 28 | -17 |

Legenda:
      Qualificata ai play-off.

### Play-off
|  | Quarti di finale | Quarti di finale | Quarti di finale | Quarti di finale | Quarti di finale |  |  | Semifinali     | Semifinali     | Semifinali     | Semifinali     | Semifinali |  |  | Finale | Finale | Finale |  |
|  |                  |                  |                  |                  |                  |  |  |                |                |                |                |            |  |  |        |        |        |  |
|  | 8                | FAS              | 1                | 1                | 2                |  |  |                |                |                |                |            |  |  |        |        |        |  |
|  | 1                | Águila           | 1                | 0                | 1                |  |  | FAS            | FAS            | 2              | 0              | 2          |  |  |        |        |        |  |
|  | 4                | Isidro Metapán   | 1                | 0                | 1                |  |  | Isidro Metapán | Isidro Metapán | 1              | 0              | 1          |  |  |        |        |        |  |
|  | 5                | Alianza          | 1                | 0                | 1                |  |  |                |                |                |                |            |  |  | FAS    | FAS    | 1      |  |
|  | 6                | Once Deportivo   | 2                | 1                | 3                |  |  |                |                | Once Deportivo | Once Deportivo | 2          |  |  |        |        |        |  |
|  | 3                | Luis Ángel Firpo | 1                | 1                | 2                |  |  | Once Deportivo | Once Deportivo | 1              | 1              | 2          |  |  |        |        |        |  |
|  | 7                | Municipal Limeño | 0                | 1                | 1                |  |  | Cacahuatique   | Cacahuatique   | 1              | 1              | 2          |  |  |        |        |        |  |
|  | 2                | Cacahuatique     | 1                | 0                | 1                |  |  |                |                |                |                |            |  |  |        |        |        |  |

#### Quarti di finale
| Squadra 1      | Totale | Squadra 2        | Andata | Ritorno |
| -------------- | ------ | ---------------- | ------ | ------- |
| Once Deportivo | 3 - 2  | Luis Ángel Firpo | 2 - 1  | 1 - 1   |
| FAS            | 2 - 1  | Águila           | 1 - 1  | 1 - 0   |
| Isidro Metapán | 1 - 1  | Alianza          | 1 - 1  | 0 - 0   |
| Cacahuatique   | 1 - 1  | Municipal Limeño | 1 - 0  | 0 - 1   |

#### Semifinali
| Squadra 1      | Totale | Squadra 2      | Andata | Ritorno |
| -------------- | ------ | -------------- | ------ | ------- |
| FAS            | 2 - 1  | Isidro Metapán | 2 - 1  | 0 - 0   |
| Once Deportivo | 2 - 2  | Cacahuatique   | 1 - 1  | 1 - 1   |

#### Finale
| Squadra 1 | Risultato | Squadra 2      |
| --------- | --------- | -------------- |
| FAS       | 1 - 2     | Once Deportivo |

## Clausura
|  | Pos. | Squadra              | Pt | G  | V  | N | P  | GF | GS | DR  |
|  | ---- | -------------------- | -- | -- | -- | - | -- | -- | -- | --- |
|  | 1.   | Águila               | 43 | 20 | 13 | 4 | 3  | 37 | 17 | +20 |
|  | 2.   | Luis Ángel Firpo     | 39 | 20 | 11 | 6 | 3  | 3  | 34 | +18 |
|  | 3.   | Alianza              | 39 | 20 | 12 | 3 | 5  | 28 | 11 | +17 |
|  | 4.   | Isidro Metapán       | 35 | 20 | 9  | 8 | 3  | 22 | 13 | +9  |
|  | 5.   | Municipal Limeño     | 27 | 20 | 6  | 9 | 5  | 21 | 20 | +1  |
|  | 6.   | Cacahuatique         | 27 | 20 | 6  | 9 | 5  | 18 | 24 | -6  |
|  | 7.   | Fuerte San Francisco | 24 | 20 | 6  | 6 | 8  | 15 | 20 | -5  |
|  | 8.   | FAS                  | 22 | 20 | 5  | 7 | 8  | 17 | 23 | -6  |
|  | 9.   | Platense Municipal   | 20 | 20 | 5  | 5 | 10 | 18 | 25 | -7  |
|  | 10.  | Dragón               | 14 | 20 | 4  | 2 | 14 | 17 | 30 | -13 |
|  | 11.  | Once Deportivo       | 8  | 20 | 1  | 5 | 14 | 12 | 40 | -28 |

Legenda:
      Qualificata ai play-off.

### Play-off
|  | Quarti di finale | Quarti di finale     | Quarti di finale | Quarti di finale | Quarti di finale |  |  | Semifinali           | Semifinali           | Semifinali | Semifinali | Semifinali |  |  | Finale           | Finale           | Finale           |  |
|  |                  |                      |                  |                  |                  |  |  |                      |                      |            |            |            |  |  |                  |                  |                  |  |
|  | 1                | Águila               | 2                | 0                | 2                |  |  |                      |                      |            |            |            |  |  |                  |                  |                  |  |
|  | 8                | FAS                  | 1                | 1                | 2                |  |  | FAS                  | FAS                  | 1          | 0          | 1          |  |  |                  |                  |                  |  |
|  | 4                | Isidro Metapán       | 1                | 1                | 2                |  |  | Municipal Limeño     | Municipal Limeño     | 2          | 1          | 3          |  |  |                  |                  |                  |  |
|  | 5                | Municipal Limeño     | 2                | 2                | 4                |  |  |                      |                      |            |            |            |  |  | Municipal Limeño | Municipal Limeño | Municipal Limeño |  |
|  | 2                | Luis Ángel Firpo     | 0                | 1                | 1                |  |  |                      |                      | Alianza    | Alianza    | Alianza    |  |  |                  |                  |                  |  |
|  | 7                | Fuerte San Francisco | 0                | 1                | 1                |  |  | Fuerte San Francisco | Fuerte San Francisco | 0          | 0          | 0          |  |  |                  |                  |                  |  |
|  | 6                | Cacahuatique         | 1                | 0                | 1                |  |  | Alianza              | Alianza              | 1          | 2          | 3          |  |  |                  |                  |                  |  |
|  | 3                | Alianza              | 2                | 4                | 6                |  |  |                      |                      |            |            |            |  |  |                  |                  |                  |  |

#### Quarti di finale
| Squadra 1        | Totale | Squadra 2            | Andata | Ritorno |
| ---------------- | ------ | -------------------- | ------ | ------- |
| Cacahuatique     | 1 - 6  | Alianza              | 1 - 2  | 0 - 4   |
| Isidro Metapán   | 2 - 4  | Municipal Limeño     | 1 - 2  | 1 - 2   |
| Águila           | 2 - 2  | FAS                  | 2 - 1  | 0 - 1   |
| Luis Ángel Firpo | 1 - 1  | Fuerte San Francisco | 0 - 0  | 1 - 1   |

#### Semifinali
| Squadra 1            | Totale | Squadra 2        | Andata | Ritorno |
| -------------------- | ------ | ---------------- | ------ | ------- |
| FAS                  | 1 - 3  | Municipal Limeño | 1 - 2  | 0 - 1   |
| Fuerte San Francisco | 0 - 3  | Alianza          | 0 - 1  | 0 - 2   |

#### Finale
| Squadra 1        | Risultato | Squadra 2 |
| ---------------- | --------- | --------- |
| Municipal Limeño | 0 - 0     | Alianza   |